# Кардиле (Салерно)
Кардиле је насеље у Италији у округу Салерно, региону Кампанија.
Према процени из 2011. у насељу је живело 553 становника. Насеље се налази на надморској висини од 486 м.